# Kind of Blue

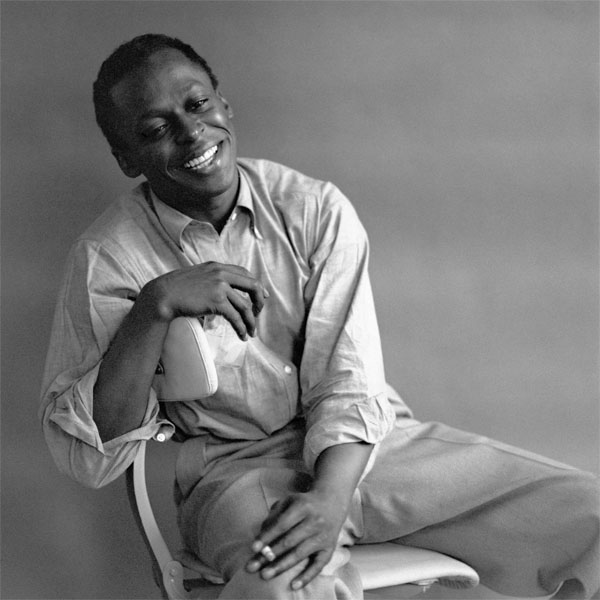
Miles Davis Mitte der 1950er in New York City

Kind of Blue ist das 22. Studioalbum des US-amerikanischen Jazz-Trompeters Miles Davis. Es wurde am 2. März und am 22. April 1959 in New York City aufgenommen und erschien 1959 bei Columbia Records. Es gilt als Meilenstein in der Geschichte des Genres und ist zudem das kommerziell erfolgreichste Jazz-Album. Die deutschsprachige Ausgabe der Musikzeitschrift Rolling Stone wählte Kind of Blue 2013 in der Auswahl der 100 besten Jazz-Alben auf Platz 2. Einen legendären Ruf genießt es auch wegen der brillanten Aufnahmetechnik des aus München stammenden Toningenieurs Fred Plaut. Kind of Blue war eine der ersten kommerziell vertriebenen Stereo-LPs, deren Klang durch seine Räumlichkeit und Klarheit einen bis heute gültigen Maßstab setzte.

## Aufnahmen
Die Aufnahmen fanden an zwei Tagen im legendären CBS 30th Street Studio statt, das sich in einer ehemaligen Kirche befand. Davis’ Bandkollegen erhielten den Tariflohn für Sessionmusiker, der damals für eine dreistündige Session 48,50 US-Dollar betrug. Allerdings forderten Chambers, Adderley und Coltrane zusätzlich 100 Dollar, die sie auch erhielten.
Entgegen anderslautenden Legenden ist auf dem Album kein einziger „First Take“ (dt.: erste Aufnahme, die man gleich verwenden kann) im eigentlichen Sinn zu hören. Zwar sind – von Flamenco Sketches abgesehen – alle Stücke nur einmal vollständig durchgespielt worden; für jeden Titel wurden aber mehrere Anläufe gebraucht, die von den Künstlern aus verschiedenen Gründen (technische Störgeräusche, schlecht gespielt) abgebrochen wurden. Grundprinzip der Platte war aber, dass alle Stücke in gemäßigtem Tempo interpretiert wurden und die Band die Kompositionen erst im Studio zu sehen bekam, so dass kein Musiker auf Routinen zurückgreifen konnte.

### Erste Session am 2. März 1959
Der Pianist Wynton Kelly, zu der Zeit etatmäßiger Pianist in Davis’ Quintett, erfuhr erst im Studio, dass Bill Evans, der das damalige Sextett bereits im Herbst 1957 verlassen hatte, für die Session zurückgeholt worden war.
Als erstes wurde Freddie Freeloader eingespielt. Das Stück ist ein 12-taktiger Blues in B. Da es 1959 noch nicht möglich war, Aufnahmen hinterher abzumischen, und die Aufstellung der Musiker und ihrer Mikrofone für ihr Lautstärkeverhältnis entscheidend war, ist Chambers’ Bass-Solo bei diesem Stück sehr leise. Zum Zeitpunkt der Aufnahme hatte keines der Stücke einen Titel. Freddie Freeloader wurde nach einem Barkeeper im „Nightlife“ in Philadelphia benannt, der als schillernde Person beschrieben wird und sich durch Zugestecktes über Wasser hielt (daher auch dessen Spitzname „Freddie the Freeloader“ – Freddie der Schmarotzer).
Als Nächstes wurde So What aufgenommen. Der Titel war einer von Davis’ Lieblingsausdrücken und bedeutet so viel wie „Na und“. Das Stück, dessen Harmonien durchweg aus dem dorischen Modus bestehen, ist das bekannteste und am häufigsten nachgespielte Stück des Albums. Es dauerte ein paar Anläufe, bis Bill Evans, der jetzt das Piano übernommen hatte, und Paul Chambers das Intro gut zusammen spielten. Außerdem spielte der Bass die Melodie, was zu dieser Zeit sehr selten vorkam.
Danach nahm die Gruppe Blue in Green auf. Nach vier Takten Einleitung hat das Stück eine zehntaktige Form – zu dieser Zeit unüblich kurz. Bei diesem Titel setzte Cannonball Adderley aus, vielleicht weil sein überschäumender Stil der schwermütigen Stimmung des Stückes entgegengewirkt hätte.
Eigentlich hatte Miles Davis mehr als die drei Stücke aufnehmen wollen, doch die gebuchte Zeit von 14:30 Uhr bis 17:30 Uhr und 19:00 Uhr bis 22:00 Uhr war vorbei und – so ungewöhnlich es heute scheint – das Studio war danach noch für das Jimmy Dorsey Orchestra gebucht.
Also wurde für den 22. April eine zweite Session verabredet.
Während der kompletten Aufnahme war die Masterbandmaschine wegen eines Motorproblems geringfügig langsamer gelaufen, was dazu führte, dass beim Abspielen die Musik um etwa einen Viertelton nach oben transponiert wurde. Erst 1992 wurde das Problem entdeckt und mit Hilfe der Sicherheitskopie behoben, die im richtigen Tempo aufgezeichnet worden war.

### Zweite Session am 22. April 1959
Die Aufnahmen zur zweiten Session begannen mit dem Stück Flamenco Sketches. Die Grundlage dafür bildete Bill Evans’ Komposition Peace Piece. Sie wurde verändert und Evans und Davis machten Skizzen von dem Ablauf des Stückes für die anderen Musiker. Es wurden fünf Skalen nacheinander gespielt, wobei die letzte, eine phrygische, dem Stück ein spanisches Flair verlieh, was letztendlich zum Titel „Flamenco-Skizzen“ führte. Der erste Take lieferte sofort eine vollständige Aufnahme, die auf der neuen Ausgabe der CD als Bonustrack enthalten ist. Tontechniker Fred Plaut entschied aber, dass ein weiterer Versuch unternommen werden sollte, und es dauerte bis zum sechsten Take, bis die Version aufgenommen wurde, die auf dem fertigen Album zu hören ist. Flamenco Sketches ist das einzige Stück auf Kind of Blue, von dem es eine vollständige alternative Aufnahme gibt. Davis’ Aussagen dazu, ob das Stück tatsächlich von Evans und ihm zusammen geschrieben wurde, sind widersprüchlich. In seiner Biographie beansprucht er die Autorenschaft des kompletten Albums für sich, gegenüber Freunden und Kollegen bestätigte er aber Evans’ kompositorischen Beitrag. Auch Jimmy Cobb hebt Bill Evans als Komponisten hervor.
Zum Abschluss spielte die Band All Blues ein, einen 12-taktigen Blues im 6/8-Takt. Das Stück verlangte vor allem Chambers viel ab, da er elfeinhalb Minuten lang das prägende Ostinatoschema auf seinem Bass durchspielen musste.
Bei dieser Session war der Pianist Wynton Kelly nicht anwesend. Dafür war der Fotograf Don Hunstein im Studio und auch der Tontechniker Fred Plaut hatte seine private Kamera dabei, mit der er ein paar Schnappschüsse machte. Dadurch ist die zweite Session ausführlich fotografisch dokumentiert, während bei der ersten überhaupt keine Bilder gemacht wurden.

## Albumtitel
Auf dem Plattencover werden alle Titel als Miles-Davis-Kompositionen ausgewiesen; man ist sich aber mittlerweile allgemein darüber einig, dass Bill Evans das Stück Blue in Green und Gil Evans das Intro zu So What geschrieben hat. Auch das Stück Flamenco Sketches entstand aus einer Bearbeitung von Bill Evans’ Stück Peace Piece.
Seite 1:
1. So What – 9:05
2. Freddie Freeloader – 9:35
3. Blue in Green – 5:28

Seite 2:
1. All Blues – 11:33
2. Flamenco Sketches – 9:25

Bonustrack (CD):
6. Flamenco Sketches (Alternate Take) – 9:31

## Albumcover
Der Designer des Covers, S. Neil Fujita, hatte ursprünglich vorgehabt, einen Künstler ein Gemälde für Kind of Blue schaffen zu lassen, doch Miles Davis habe darauf bestanden, dass eine Fotografie benutzt wird. Fujita verwendete daraufhin ein Bild, das Jay Maisel bei einem Auftritt im Apollo Theater gemacht hatte.
Auf dem Original-Cover wird Julian Adderleys Name falsch wiedergegeben (Adderly). Erst auf der CD-Neuausgabe von 1997 wurde der Name richtig geschrieben. Ursprünglich wurden die Titelnamen von All Blues und Flamenco Sketches verwechselt, so dass auf den ersten rund 50.000 Exemplaren das Album mit All Blues aufhörte. Der Begleittext zur LP wurde von Bill Evans geschrieben.
Als das Album 1986 in der Reihe „Columbia Jazz Masterpieces“ auf CD veröffentlicht wurde, bekam es ein Cover mit einem Foto verpasst, das deutlich später aufgenommen wurde, wie unschwer an Davis’ Kleidung zu erkennen ist. Außerdem wurde es gespiegelt, so dass Davis darauf seine Trompete als Linkshänder spielt.

## Rezeption
Die Soli auf Kind of Blue sind deutlich langsamer mit lang gezogenen Tönen, ein Kennzeichen des damals noch ziemlich neuen modalen Jazz. Während sich etwa beim Bebop nach fast jedem Takt die Harmonie und damit die Skala für den Instrumentalisten ändert, wird im modalen Jazz durchaus über 16 oder mehr Takte dieselbe Harmonie verwendet, was den Musikern völlig neue Möglichkeiten eröffnete.
Kind of Blue gilt als das Album des modalen Jazz schlechthin und ist heute laut RIAA mit 5 Millionen verkauften Einheiten in den Vereinigten Staaten und mit 6 Millionen Einheiten weltweit auch das meistverkaufte Album in der Geschichte des Jazz. Einmalig an diesem kommerziellen Erfolg ist, dass er „der künstlerischen Bedeutung der Einspielung entspricht“. Nach dem Musikkritiker Richard Williams, der eine Monographie über den Einfluss von Kind of Blue auf die Entwicklung der Popmusik verfasste, enthielt dieses Album den „Klang der Isolation.“
Aufgrund seiner kulturellen und historischen Bedeutung für die Vereinigten Staaten wurde das Album am 27. Januar 2003 in die National Recording Registry der Library of Congress aufgenommen. Anlässlich des 50. Jubiläums wurde Kind of Blue 2009 vom Repräsentantenhaus der Vereinigten Staaten mit der Resolution 894 für das Verdienst des „reaffirming jazz as a national treasure“ geehrt.
Das Album wurde 1992 in die Grammy Hall of Fame aufgenommen.
Die Fachzeitschrift Jazzwise wählte Kind of Blue auf Platz 1 der 100 Jazz Albums That Shook the World.
Kind of Blue gehört zu den höchstbewerteten Alben der Musikgeschichte und erhielt unter anderem vom Rolling Stone, dem Penguin Guide to Jazz, Allmusic und Pitchfork die Höchstwertung. Der Rolling Stone führt Kind of Blue auf Platz 12 der 500 besten Alben aller Zeiten. In der Aufstellung der 100 besten Jazz-Alben der deutschsprachigen Ausgabe belegt es hinter A Love Supreme den zweiten Platz.
Der New Musical Express wählte es auf Platz 79 der 500 besten Alben aller Zeiten. Das Magazin Time nahm Kind of Blue in die Zusammenstellung der 100 wichtigsten Alben auf. Das Album wurde in die 1001 Albums You Must Hear Before You Die aufgenommen.

## Kommerzieller Erfolg

### Chartplatzierungen
Kind of Blue erreichte in Deutschland Rang 100 der Albumcharts und platzierte sich zwei Wochen in den Top 100. Für Davis war es nach Doo-Bop der zweite Album-Charterfolg in Deutschland. In den deutschen Jazzcharts platzierte sich das Album im Monat August 2009 an der Chartspitze. Es war das erste Nummer-eins-Album für Davis in den deutschen Jazzcharts. 2023 belegte das Album die Chartspitze der deutschen Jazz-Jahrescharts. In der Schweizer Hitparade erreichte das Album mit Rang 17 seine höchste Chartnotierung und platzierte sich ebenfalls zwei Wochen in den Charts. In der Schweiz erreichte Davis hiermit zum achten Mal die Albumcharts. Im Vereinigten Königreich erreichte Kind of Blue in zehn Chartwochen mit Rang 63 seine beste Platzierung. Davis erreichte hiermit mit dem sechsten Album die britischen Charts.

### Auszeichnungen für Musikverkäufe
| Land/Region                  | Auszeichnungen für Musikverkäufe (Land/Region, Auszeichnung, Verkäufe) | Verkäufe  |
| ---------------------------- | ---------------------------------------------------------------------- | --------- |
| Australien (ARIA)            | 2× Platin                                                              | 140.000   |
| Belgien (BRMA)               | Gold                                                                   | 25.000    |
| Dänemark (IFPI)              | Gold                                                                   | 10.000    |
| Deutschland (BVMI)           | Gold                                                                   | 250.000   |
| Frankreich (SNEP)            | Platin                                                                 | 300.000   |
| Italien (FIMI)               | 2× Platin                                                              | 100.000   |
| Niederlande (NVPI)           | Silber                                                                 | 7.500     |
| Polen (ZPAV)                 | 2× Platin                                                              | 40.000    |
| Vereinigte Staaten (RIAA)    | 5× Platin                                                              | 5.000.000 |
| Vereinigtes Königreich (BPI) | 2× Platin                                                              | 600.000   |
| Insgesamt                    | 1× Silber · 3× Gold · 14× Platin ·                                     | 6.472.500 |

## Veröffentlichungen
Die eigentliche Veröffentlichung des Albums erfolgte am 17. August 1959. Es folgten unzählige Neuveröffentlichungen. Zu den bedeutsameren davon gehören die erste Veröffentlichung als CD im Jahre 1984 und die Remasterversion von 1997, die die ersten drei Titel in korrigierter Geschwindigkeit wiedergibt und den zusätzlichen Take von Flamenco Sketches enthält. 2005 erschien Kind of Blue als Dual Disc, auf einer Seite befindet sich die ganz normale CD der 1997er Veröffentlichung, auf der anderen sind eine DVD mit dem Album in 5.1 Surround Sound und LPCM Stereo, eine 25-minütige Dokumentation und Interviews enthalten.
Ende 2008 erschien zum fünfzigjährigen Jubiläum des Albums eine Deluxe-Edition, die neben einer Langspielplatte zwei CDs mit dem gesamten Material der beiden Aufnahmesessions und weiteren Aufnahmen des Sextetts enthält. Dies wird ergänzt durch ein umfangreiches, großformatiges Booklet mit Essays von Francis Davis und Gerald Early zur Rezeption des Albums und der Gestalt Miles Davis in ihrer Zeit sowie Ashley Kahns Analyse der Führungsqualitäten von Davis anhand der Studiogespräche.
Im Mai 2019 führte der britische Lautsprecherfabrikant PMC auf der Münchner Spezialmesse High End eine neuabgemischte Dolby-Atmos-Version von Kind of Blue auf. Der Surround-Remix des Albums wurde auf Basis der Originaltonbänder in den Capitol Studios in Los Angeles angefertigt und von Davis’ Familienangehörigen als die Weise gelobt, wie „Kind of Blue gehört werden solle“.  Ob und wann diese Version auf den Markt gebracht wird, ist noch unbekannt.